# Kazimierz Bein
Kazimierz Bein (1872 - 15 de juny de 1959, Łódź, Polònia), conegut amb el pseudònim de Kabe, fou un escriptor i esperantista polonès. Va treballar com a oftalmòleg, i fou el fundador de l'Institut Oftalmològic Polonès.
A més de l'esperanto, coneixia d'altres llengües, però fou cèlebre per donar estilisme a la primera literatura esperantista. El seu estil fluid i fàcil, que evitava sobretot els temps compostos i la forma activa, va tenir una considerable influència en l'evolució de l'esperanto. Esdevingué famós per haver traduït a l'esperanto la novel·la de Wacław Sieroszewski Fundo de l'Mizero, apareguda el 1904 a la revista Lingvo Internacia i la novel·la de Prus, La faraono. També és cèlebre pel seu Vortaro de Esperanto, el diccionari d'esperanto. Fou nomenat vicepresident de l'Acadèmia d'Esperanto el 1906. Creia que la tasca de traducció a l'esperanto era més difícil i de molt més profit que no pas l'escriptura original en aquesta llengua, atès que creia que l'escriptor que fa ús directament de la llengua ja en té prou amb expressions fàcils i no recorre sovint a expressions difícils per expressar per escrit el que pensa.
El 1911 abandonà de sobte el moviment esperantista sense donar cap explicació, i el seu pseudònim, Kabe, donà a la llengua auxiliar el verb kabei, que en esperanto significa «fer com Kabe, que, després d'haver estat un esperantista actiu, de sobte abandona el moviment».

## Obres
- Vortaro de Esperanto: diccionari d'esperanto

### Traduccions
- Fundo de l'mizero, novel·la històrica de Wacław Sieroszewski
- La Faraono de Bolesław Prus
- La interrompita kanto d'Eliza Orzeszkowa
- Pola Antologio
- Versaĵoj en prozo  d'Ivan Turguénev
- Patroj kaj filoj d'Ivan Turguénev
- Elektitaj fabeloj (Contes triats) dels Germans Grimm
- Internacia Krestomatio
- Unua legolibro (Primer llibre de lectura)
- La lasta de Władysław Reymont